# Jay Earley
Jay Earley je americký psycholog narozený v roce 1944. Svou kariéru zahájil v oboru matematické informatiky – ve své disertační práci z roku 1968 popsal syntaktický analyzátor nejednoznačných jazyků vhodný pro analýzu přirozeného jazyka, který nese jeho jméno. Později se stal klinickým psychologem v oboru skupinové terapie a Internal Family Systems Therapy (IFS), včetně práce s vnitřním kritikem. Je autorem systému osobnosti nazývaného Pattern System a WWW aplikace pro psychologické léčení a změny chování Self-Therapy Journey.